# Ronaldo Córdoba
Ronaldo Nazario Córdoba Welch (ur. 11 lutego 1998 w mieście Panama) – panamski piłkarz występujący na pozycji napastnika, reprezentant Panamy, od 2024 roku zawodnik Herrery.